# Pielhof (Ascha)
Die Einöde Pielhof ist ein Gemeindeteil von Ascha im niederbayerischen Landkreis Straubing-Bogen.

## Lage
Der Ort liegt etwa 2 km südlich von Ascha und links der Kinsach, gut dreißig Meter über der Talaue auf dem Plateau eines spornartigen Wiesenhügels.

## Geschichte
Pielhof war ein Ortsteil der ehemaligen Gemeinde Gschwendt und wurde nach deren Auflösung 1946 nach Ascha eingemeindet. Bis mindestens 1970 bestand nur ein Wohngebäude.

### Einwohnerentwicklung
| Jahr                 | 1835 | 1860 | 1871 | 1885 | 1900 | 1925 | 1950 | 1961 | 1970 | 1987 | 2021 |
| -------------------- | ---- | ---- | ---- | ---- | ---- | ---- | ---- | ---- | ---- | ---- | ---- |
| Einwohner            | 4    | 4    | 9    | 8    | 8    | 7    | 9    | 5    | 4    | 6    |      |
| Gebäude mit Wohnraum |      |      |      | 1    | 1    | 1    | 1    | 1    |      | 2    | 2    |